# 블랙클랜스맨
《블랙클랜스맨》(영어: BlacKkKlansman)은 2018년 개봉한 미국의 범죄 드라마 영화이다. 스파이크 리가 감독과 공동각본을 맡았으며, 론 스톨워스의 회고록이 영화의 원작이다. 쿠 클럭스 클랜(KKK단)을 소재로 한 영화이다. 제71회(2018) 칸 영화제 그랑프리상 수상작이며 제91회 아카데미상 각색상 수상작이다.

## 출연

### 주연
- 존 데이비드 워싱턴
- 아담 드라이버
- 토퍼 그레이스

### 조연
- 로라 해리어
- 라이언 이골드
- 코리 호킨스
- 로버트 존 버크
- 폴 월터 하우저
- 크레이그 그랜트
- 라이언 프레이메스버거

## 기타
- 원작자: 론 스톨워스
- 총괄프로듀서: 에드워드 H. 햄 주니어
- 공동프로듀서: 데이비드 라비노위츠
- 공동프로듀서: 찰리 와치텔
- 미술: 커트 비치
- 배역: 킴 콜맨

## 같이 보기
- 인종